# Lithophane winnipeg
Lithophane winnipeg là một loài bướm đêm trong họ Noctuidae.